# Đỗ Thụy Châu
Đỗ Thụy Châu (chữ Hán: 杜瑞珠, ? - tháng 1, 1190), là một Hoàng thái hậu nhà Lý. Bà là vợ vua Lý Anh Tông, mẹ vua Lý Cao Tông.

## Xuất thân
Theo văn bia Cự Việt quốc thái uý Lý công thạch bi minh tự (bia mộ Đỗ Anh Vũ, niên đại phỏng đoán là 1159) tại làng Yên Lạc, (Khoái Châu, tỉnh Hưng Yên), Đỗ Thụy Châu là con gái của ông quan Thị trung họ Đỗ, là anh họ của Đỗ Anh Vũ. Bà là cháu gái Đỗ Anh Vũ và Chiêu Hiếu hoàng hậu, mẹ vua Lý Thần Tông.

## Vào cung
Không rõ năm nào bà làm vợ vua, có một số nguồn cho rằng đó là vào những năm cuối đời Anh Tông. Lúc đó bà vào cung làm cung nữ, phục vụ ở bếp, hầu hạ cho Vũ hoàng hậu. Lúc đó bà là cung nữ hầu hạ hoàng hậu, sau đó được Anh Tông chú ý và trở thành phi tần của ông.
Năm 1173, ngày 25 tháng Năm bà sinh ra Hoàng tử Long Trát và được phong làm Thục phi.
Năm 1175, Thái tử là Lý Long Xưởng gian dâm với cung phi Từ thị, gây ra tội. Vua Anh Tông bèn phế ngôi của Xưởng và lập Long Trát làm thái tử bèn quyết định.
Cuối năm đó, vua Anh Tông băng hà, thái tử Long Trát mới 3 tuổi lên ngôi, tức Lý Cao Tông. Quyền nhiếp chính được giao phó cho Tô Hiến Thành. Bà được tôn làm Chiêu Thiên Chí Lý hoàng thái hậu (照天至理皇太后), còn Vũ hoàng hậu trở thành Chiêu Linh hoàng thái hậu (照靈皇太后).
Em trai bà là Đỗ An Di, làm Thái sư đồng bình chương sự, bên cạnh là Thái úy Tô Hiến Thành.

## Hoàng thái hậu nhà Lý
Khi Cao Tông vừa lên ngôi, Chiêu Linh thái hậu vẫn có ý lật đổ ngôi vua, hòng cướp về cho con mình là phế thái tử Lý Long Xưởng. Nhưng do sự trung thành và cứng rắn của Tô Hiến Thành mà mọi sự đều an bài, Cao Tông giữ được ngôi. Chiêu Linh thái hậu từ đó dần bị siết chặt trong hậu cung và qua đời trong uất hận vào năm 1199.
Năm 1179, Tô Hiến Thành ốm nặng, Tham tri chính sự Vũ Tán Đường (武贊唐) ngày đêm hầu bên cạnh, Gián nghị đại phu Trần Trung Tá (陳忠佐) vì bận việc không lúc nào rỗi để tới thăm hỏi. Đến khi bệnh nặng, Đỗ thái hậu thân đến thăm, hỏi Tô Hiến Thành:
"Nếu có mệnh hệ nào thì ai là người có thể thay ông?".
Hiến Thành trả lời:
"Trung Tá có thể thay được"
Thái hậu nói:
"Tán Đường hàng ngày hầu thuốc thang, sao không thấy ông nhắc đến?"
Hiến Thành trả lời:
"Vì bệ hạ hỏi người nào có thể thay thần nên thần nói đến Trung Tá, còn như hỏi người hầu dưỡng thì ngoài Tán Đường còn ai nữa?"
Thái hậu khen là trung, nhưng cũng không dùng lời ấy. Sau khi Tô Hiến Thành mất, bà cho em trai mình là Đỗ An Di (杜安頤) làm phụ chính, nắm quyền triều đình.
Đỗ An Di có uy quyền lớn khiến nhiều người khiếp sợ. Về việc này, Sử thần Ngô Sĩ Liên cho rằng:
Tô Hiến Thành nhân việc ký thác con côi, hết lòng trung thành, khéo xử trí khi biến cố, tuy bị gió lay sóng đập mà vẫn đứng vững như cột đá giữa dòng, khiến trên yêu dưới thuận, không thẹn với phong độ của đại thần đời xưa. Huống chi đến lúc sắp chết còn vì nước tiến cử người hiền, không vì ơn riêng, thái hậu không dùng lời nói của Hiến Thành là việc không may cho nhà Lý vậy.

## Qua đời
Năm 1190, Mùa xuân, tháng giêng, bà qua đời. Được đặt thụy là Linh Đạo (靈道).
Lý Cao Tông khi còn nhỏ là người ngoan lành, song khi lớn lên bắt đầu trực tiếp cầm quyền trị nước lại sinh ra ham mê săn bắn, chính sự pháp luật không rõ ràng, vơ vét của dân xây nhiều cung điện, bắt trăm họ xây dựng phục dịch nên trộm cướp nổi lên khắp nơi.
Ngay khi Đỗ Thái hậu qua đời, Thái phó Ngô Lý Tín cũng mất, lập em của An Toàn hoàng hậu là Đàm Dĩ Mông làm phụ chính. Dĩ Mông vốn là người không có học nên việc triều chính càng suy sút.